# Charaxes cybistia
Charaxes cybistia är en fjärilsart som beskrevs av Hans Fruhstorfer 1914. Charaxes cybistia ingår i släktet Charaxes och familjen praktfjärilar. Inga underarter finns listade i Catalogue of Life.